# Пінчук Андрій Михайлович
Андрі́й Миха́йлович Пінчу́к (14 вересня 1943, с. Марківці Бобровицького району Чернігівської області) — український юрист. Колишній голова Київського апеляційного господарського суду. Член Ради суддів України, член Президії та Ради суддів господарських судів України, член ради Союзу юристів України, заслужений юрист України.

## Освіта
- 1965 Київський державний університет ім. Т. Г. Шевченка, юридичний факультет.

## Трудовий шлях
Андрій Пінчук працював:
- Токарем на заводі № 9 ДТСААФ у м. Києві.
- на посадах консультанта, старшого ревізора в Державному арбітражі при Раді Міністрів УРСР.
- з листопада 1975 — державний арбітр Державного арбітражу при Раді Міністрів УРСР.
- 1975—1992 — начальник відділу попередження порушень законності в господарській діяльності і контролю за додержанням договірної дисципліни — арбітр Державного арбітражу УРСР, начальник відділу узагальнення практики застосування законодавства — арбітр, начальник управління узагальнення практики застосування законодавства — арбітр, член Президії Вищого арбітражного суду України.
- з 1992 — голова Арбітражного суду м. Києва. Рішенням кваліфікаційної комісії суддів арбітражних судів України йому присвоєно перший кваліфікаційний клас судді. Згідно із судовою реформою 2001 року створено Київський апеляційний господарський суд, який очолював Андрій Михайлович Пінчук з 22 травня 2007 р.[1] по 15 січня 2009 р.[2]

## Досягнення
Учасник трьох світових конгресів юристів-українців та декількох конгресів Всесвітньої спілки юристів.
Брав участь в розробці законів України «Про господарські суди», «Про підприємства в Україні», «Про столицю України — містогерой Київ» та ін.,
Входив до складу Комісії з питань реформування судової системи, є членом робочої групи з підготовки пропозицій до проекту Концепції удосконалення судівництва для утвердження справедливого суду в Україні.

## Відзнаки та нагороди
- орден «За заслуги» III ступеня[3]
- орденом «Святого Архістратига Михаїла»
- орденом «Святого Рівноапостольного князя Володимира Великого» ІІІ ступеня,
- орденом святого великомученика Юрія Побідоносця,
- медаль «В ознаменування 1500річчя м. Києва», Міжнародного фонду «Золота Фортуна» «Незалежність України» та багатьма іншими відомчими відзнаками.
- Почесна грамота Верховної Ради України, Почесною відзнакою Верховного Суду України «За вірність Закону», Почесною ювілейною відзнакою Вищого господарського суду України І ступеня, Почесною відзнакою Світової спілки юристів.
- Відзнака Президента України — ювілейна медаль «25 років незалежності України» (2016).[4]

## Громадська діяльність
Очолює Бобровицьке відділення Товариства «Чернігівське земляцтво» в місті Києві.

## Родина
Дружина — Ганна Федотівна, син Олександр та донька Єлизавета. Онуки Тетянка та Мар'янка.